# Торн, Джек
Джек Торн (англ. Jack Thorne, 6 декабря 1978 года, Бристоль) — британский сценарист и драматург. Пишет сценарии для радио, театра и кино. Стал известен благодаря сериалам «Молокососы», «Отбросы», «Это Англия '86», «Это Англия '88», «Бесстыдники» и фильму «Разведка — книга для мальчиков».

## Биография
Джек Торн родился 6 декабря 1978 года в Бристоле. Получил образование в школе Св. Варфоломея в городе Ньюбери, графство Беркшир. Дебютировал как сценарист в театре Буша в спектакле «Когда Вы вылечите меня» в 2005 году. Писал сценарии к телесериалам «Скины» и «Бесстыдники» (номинация Royal Television Society Лучший драматический сериал 2010 года). Вместе с Шейном Медоузом снял мини-сериалы «Это Англия’86» (2010) и «Это Англия '88» (2011). В августе 2010 года BBC объявила, что Торн будет сценаристом минителесериала под названием «Прикосновение», позже переименованного в «Проявление».
В 2012 он выиграл премию BAFTA за сценарий и постановку(«Это Англия '88»).
Также Торн адаптировал для радио четыре пьесы «Когда Вы вылечите меня»(BBC Radio 3, 2006), «Слева от ангела» (BBC Radio 4, 2007), «Собор Парижской Богоматери»(BBC Radio 4, 2009) и «Люди целуются в общественных местах» (BBC Radio 3, 2009).
Первый фильм Торна «Разведка книга для мальчиков» был выпущен в 2009 году, принес ему приз «За лучший дебют» на Лондонском кинофестивале. C 2015 года в разработке находится телесериал по романам Филипа Пулмана «Тёмные начала», сценарий к которому был заказан Торну. Съёмки начались в июле 2018 года.
В 2016 году вышла пьеса «Гарри Поттер и Проклятое дитя». Её авторами стали, наряду с Торном, режиссёр Джон Тиффани и автор поттерианы Джоан Роулинг.
В начале декабря 2019 года в прокат выйдет фильм «Аэронавты», сценарий к которому Торн написал вместе с Томом Харпером. Это их пятый совместный проект.
В настоящее время проживает в городе Лутон.